# Fodder
Fodder, der große Zentner, auch oft als Tun bezeichnet, war eine englische Masseneinheit (Gewichtsmaß) für Blei in Blöcken oder Mulden. Blei in Rollen wird mit 20 Zentner / Hundredweight (1016 Kilogramm) gerechnet.
- London: 1 Fodder = 19,5 Zentner (1 Z. = 50,8 Kilogramm)
- Newcastle: 1 Fodder = 21,0 Zentner (1 Z. = 50,8 Kilogramm)
- Stockton: 1 Fodder = 22,0 Zentner (1 Z. = 50,8 Kilogramm)